# Nord-Aurdal
Nord-Aurdal er en kommune i Innlandet fylke i Norge. I 2019 havde den 6.434 indbyggere. Den grænser i nordøst til Gausdal og Nordre Land, i øst til Etnedal, i sydøst til Sør-Aurdal, i sydvest til Gol, i vest til Hemsedal, og i nordvest til Vestre Slidre og Øystre Slidre. Højeste punkt er Djuptjernkampen der er 1.325 moh. Kommunen er også et prestegjeld i Valdres provsti af Hamar bispedømme.
Kommunen ligger i Valdres i det centrale Syd-Norge, mellem Hallingdalen, Gudbrandsdalen og nordre del af Land.

## Areal og befolkning
De fleste nordaurdøler bor i Fagernes (administrativt centrum), Leira, Aurdal, Skrautvål, Ulnes, Vestringsbygda og i Tisleidalen.
Byen Aurdal var administrativt centrum for den tidligere Aurdal kommune.

## Geografi
Kommunens våbenskjold viser en stiliseret Gentiana Nivalis (Latin).
De største søer er Tisleifjorden, Ølsjøen, Strondafjorden (delt med Vestre Slidre), Aurdalsfjorden og Steinsetfjorden (delt med Etnedal). Elven Tisleia kommer fra Tisleifjorden og løber ind i Ølsjøen, og ud af denne løber Åbjøra (reguleret) til Aurdalsfjorden. Valdres danner kilderne til Begnavassdraget, og elven Begna løber gennem store dele af dalen. Den fører hoveddelen af tilløbet til Strondafjorden og har udløb fra denne til Aurdalsfjorden. Derfra løber elven sydøstover til Sperillen.
Højeste punkt i kommunen er Duptjernkampen med en højde på 1325 meter over havet. Omtrent 50% af kommunen ligger over 900 meter over havet. Kommunens laveste punkt er 410 meter over havet.
Nord-Aurdal måler 52.4 km fra nord-syd og 43.3 km fra øst-vest.

## Severdigheder
- Valdres Folkemuseum